# جبل ماكالو
جبل ماكالو هو خامس أعلى قمة جبلية بالعالم أرتفاعها 8,485 متر (27,838 قدم) يقع على الحدود بين نبيال والصين يبعد ماكالو عن إيفرست بنحو 12كيلو متر وهو على شكل هرم مكون من 4 جوانب.